# Cucullia lilacina
Cucullia lilacina är en fjärilsart som beskrevs av William Schaus 1898. Cucullia lilacina ingår i släktet Cucullia och familjen nattflyn. Inga underarter finns listade i Catalogue of Life.